# Aster tatarski
Aster tatarski (Aster tataricus) – gatunek rośliny należący do rodziny astrowatych.

## Zastosowanie
Jest to jedno z 50 podstawowych ziół w tradycyjnej medycynie chińskiej, gdzie nosi nazwę zǐwǎn (紫菀). Ma antybakteryjne działanie, hamuje rozwój Staphylococcus aureus, Escherichia coli, Bacillus dysenteriae, B. tyfus, Pseudomonas aeruginosa.

## Etymologia
W Japonii Aster tataricus jest znany jako shion (紫苑). Kwiat ma swoje znaczenie w języku hana-kotoba, symbolizujące pamięć i znaczące "nie zapomnę o tobie".